# Manipulator
Manipulator es el tercer álbum de la banda estadounidense de rock progresivo y post-hardcore The Fall Of Troy, que salió a la venta el 1 de mayo de 2007. 

## Características
Manipulator es el segundo álbum con Equal Vision Records después de Doppelgänger. El álbum fue grabado a finales de 2006, durante un periodo "realmente oscuro" en la vida de Thomas Erak. Erak también admite que querían expandir los sonidos de la banda, explorando así los caminos del pop-rock.
Otra de las características del álbum es el poco número de piezas gritadas.
Durante la grabación, Erak invitó a la componente de la banda de Seattle Mon Frere, Nouela Johnston, para tocar los teclados en varias canciones del álbum, aunque luego su nombre no aparecería en el librillo del CD. Posteriormente, Erak se disculparía por el fallo en la impresión del libreto.
Además, la banda añadió que la canción Semi-Fiction es una versión renombrada de la canción Ghostship VI que debería aparecer pero que no lo hizo en el EP Ghostship, pero que probablemente aparezca en el disco Phantom on the Horizon.
Por último, la canción A Man A Plan A Canal Panama, que es un palíndromo está dedicada al expresidente de los Estados Unidos Theodore Roosevelt.

## Lista de canciones
1. "Cut Down All the Trees and Name the Streets After Them" – 2:37
2. "The Dark Trail" – 4:30
3. "Quarter Past" – 4:51
4. "Problem!?" – 1:56
5. "Semi-Fiction" – 4:26
6. "Oh! The Casino!?" – 2:17
7. "Sledgehammer" – 6:01
8. "Seattlantis" – 4:01
9. "Ex-Creations" – 3:09
10. "Shhh!!! If You're Quiet, I'll Show You a Dinosaur" – 2:44
11. "Caught Up" – 2:30
12. "A Man a Plan a Canal Panama" – 8:20

## Formación
- Thomas Erak - Voz, screamos, guitarra
- Tim Ward - Bajo, coros, screamos (y diseño de la portada del álbum)
- Andrew Forsman - Batería

### Personal adicional
- Nouela Johnston - Teclados y coros
- Matt Bayles - Productor

## Posición en los rankings
Álbum - Billboard
| Fecha              | Ranking       | Posición |
| ------------------ | ------------- | -------- |
| 19 de mayo de 2007 | Billboard 200 | 76       |